# Synoecetes tenuicornis
Synoecetes tenuicornis är en stekelart som först beskrevs av Johann Ludwig Christian Gravenhorst 1829.  Synoecetes tenuicornis ingår i släktet Synoecetes och familjen brokparasitsteklar. Arten är reproducerande i Sverige. Inga underarter finns listade i Catalogue of Life.